# Gooimeer
Gooimerr är en sjö i Noord-Holland och Flevoland i Nederländerna.
Det finns en järnvägsbro mellan Weesp och Almere Muziekwijk samt en parallell motorvägbro, Hollandse Brug, på riksväg 6 över den smala västra delen. Östra delen av sjön korsas av Stichtse Brug på riksväg 27.
På den södra stranden, som var en del av Ĳssel innan en ny polder byggdes, finns städer som Naarden och Huizen. 
Gooimeer blev känd 4 oktober 1992, då El Al Flight 1862 tappade sina två högermotorer i sjön innan det kraschade i ett hyreshus åtta minuter senare.